# Universität Lyon

Älteres Logo der Universität Lyon

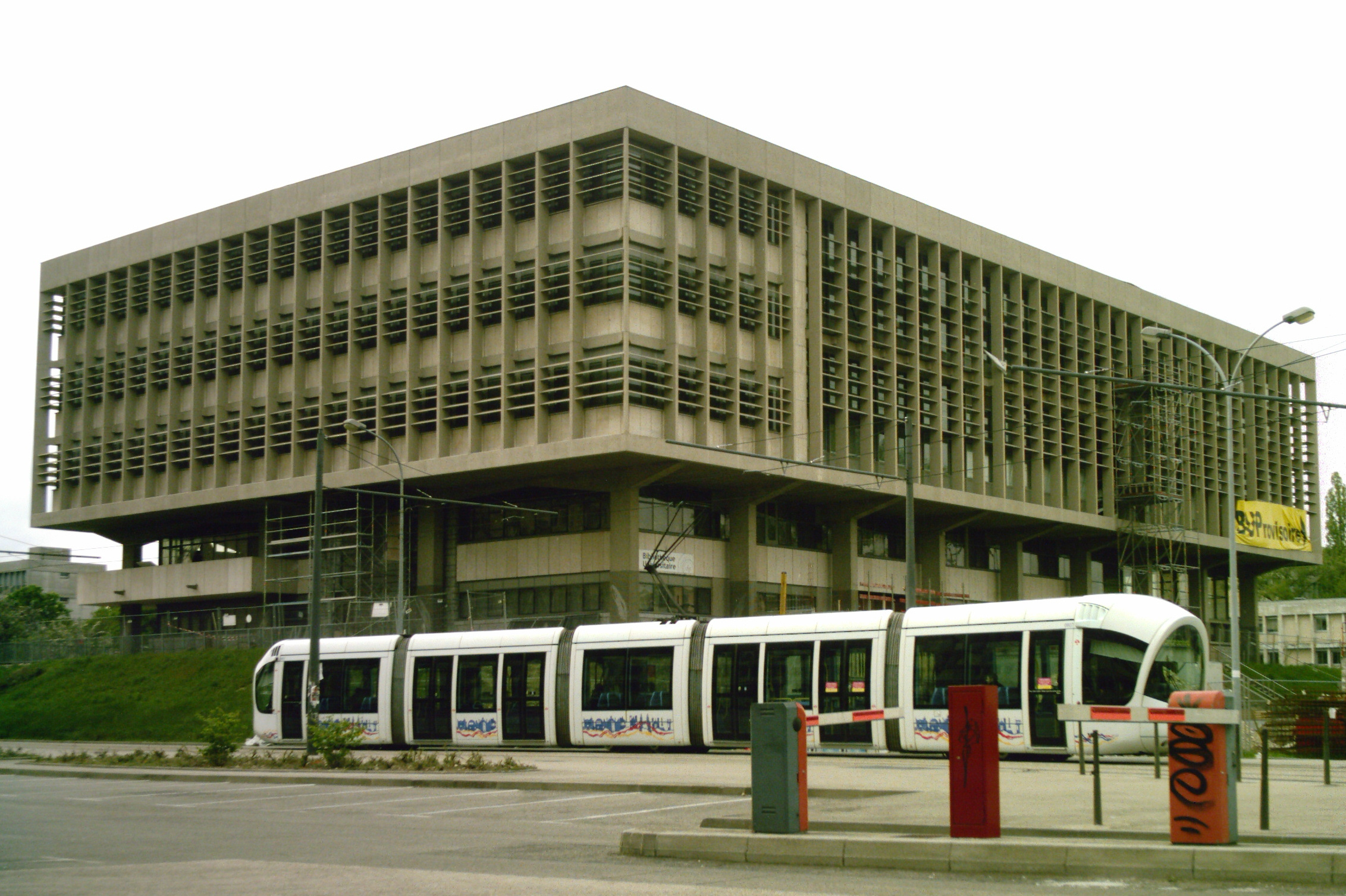
Universitätsbibliothek

Die Universität Lyon (französisch Université de Lyon, Pôle Universitaire de Lyon (PUL); englisch Lyon University, University of Lyon) ist ein Verbund von Hochschulen in Lyon (Frankreich).

## Mitglieder
15 Universitäten und Grandes écoles bilden heute zusammen die Universität Lyon. Sie vereinigen auf sich 100.200 von insgesamt ca. 120.000 Studenten im Großraum Lyon, 5500 Forscher und Professoren sowie 510 Forschungslabore.
- Universität Lyon 1 Claude Bernard
- Universität Lyon 2 Lumière
- Universität Lyon 3 Jean Moulin
- École normale supérieure de Lyon
- École Centrale de Lyon
- INSA Lyon
- École National Supérieure des Sciences de l’Information et des Bibliothèques (ENSSIB)
- Institut national d’enseignement supérieur et de recherche en alimentation, santé animale, sciences agronomiques et de l’environnement (VetAgro Sup)
- Katholische Universität Lyon
- EM Lyon
- Institut National de Recherche Pédagogique (INRP)
- Institut polytechnique de Lyon (CPE Lyon, ECAM Lyon, ISARA Lyon, ITECH Lyon)
- Institut d’Études Politiques de Lyon
- Institut Universitaire de Formation des Maîtres (IUFM) der Akademie Lyon
- École nationale des travaux publics de l’État

## Ziele
Die Universität verbessert die Außendarstellung der Lyoner Forschung, Verwertung und Stärkung ihres Beitrages zur lokalen wirtschaftlichen Entwicklung, indem sie die Zeitschrift Isotopes zu aktuellen Entwicklungen der Forschung in Lyon verlegt. Außerdem koordiniert sie den Technologietransfer und betreibt eine Internetseite zu Forschung und Innovation.
Die Hochschule fördert außerdem die Integration der Studenten in die Stadt durch entsprechende Informationen und Dienstleistungen. Sie stellt eine Anlaufstelle (Com’Et) für Informationen zum Studentenleben und kulturellen Angeboten zur Verfügung. Die Studienanfänger werden speziell empfangen. Darüber hinaus verteilt sie Informationsbroschüren, besitzt Datenbanken und garantiert Gesundheitsvorsorge und Unterstützung für Körperbehinderte.
Die Hochschule entwickelt und vermittelt die Wissenschafts-, Technik- und Unternehmenskultur und übernimmt für die Region Rhône-Alpes die Koordination der jährlichen Fête de la Science (landesweites Fest der Wissenschaft im Oktober).

## Geschichte
Die Universität Lyon wurde im Jahre 1995 unter dem Namen Pôle Universitaire de Lyon gegründet.
2017 wurde der Hochschulverbund im Rahmen der französischen Exzellenzinitiative IDEX ausgezeichnet.